# Абу Абдаллах IV
Абу Абдаллах IV Мухаммад аль-Табіті (араб. أبو عبد الله محمد الرابع الثابتي; д/н — 1505) — 22-й султан Держави Заянідів в 1470—1505 роках.

## Життєпис
Син султана Абу Абдаллаха III. 1470 року влаштував заколот і повалив свого старшого брата — султана Абу Ташуфіна III. Спрямував зусилля на зміцнення влади в середині держави, приборкавши племена, що загалом сприяло відродженню трансахарської торгівлі. Мав гарні стосунки з богословами, підтримував науковців. Сприяв розбудові міст. також дотримувався мирних відносин з Хафсідами і Ваттасидами.
Водночас дав волю діяльності алжирських піратів, що поступово дедалі більше стали дошкуляти християнам Піренейського півострова, Провансу і Лангедоку, Сардинії й Корсики.
1492 року надав прихисток колишньому гранадському еміру Мухаммаду XIII в м. Оран. 1493 року алжирські пірати здійснили значний напад на землі королівства Кастилія і Леон.
Разом з тим завершення Реконкисти на Піренеях призвело до посилення агресії Португалії і Кастилії на Магриб. Першими стали діяти португальці, що вже мали міста на африканському узбережжі. 1501 року за підтримки венеційського флоту вони спробували захопити Оран і Мерс-ель-Кебір. Проте місцевим залогам вдалося відбити напад. Але у 1505 році іспанський флот захопив Мерс-ель-Кебір. Спроба відвоювати це місто виявилося невдалим.
Слабкість Абу Абдаллаха IV проти вторгнення християнських військ викликало загальне невдоволення. Внаслідок цього проти нього виник заколот братів Абу Масуда та Абу Саїда, але придушений сином Абу Абдаллахом. Сам Абу Абдаллах IV помер у грудні 1505 року. Трон успадкував син Абу Абдаллах V.